# Meistaraflokkur 1915
La Meistaraflokkur 1915 fu la quarta edizione del campionato di calcio islandese disputato nell'estate 1915 e concluso con la vittoria del Fram al suo terzo titolo.
Ludvig A. Einarsson, Gunnar Halldórsson e Ólafur Magnússon vinsero la classifica dei marcatori segnando due reti.

## Formula
Le squadre partecipanti furono tre che si incontrarono in un turno di sola andata per un totale di due partite.

## Squadre partecipanti
| Squadra | Città     | Stadio | Stagione 1914      |
| ------- | --------- | ------ | ------------------ |
| Fram    | Reykjavík |        | Campione d'Islanda |
| KR      | Reykjavík |        | Non partecipante   |
| Valur   | Reykjavík |        | Non partecipante   |

## Classifica finale
|                    | Pos. | Squadra | Pt | G | V | N | P | GF | GS | DR |
| ------------------ | ---- | ------- | -- | - | - | - | - | -- | -- | -- |
| Islanda (bandiera) | 1.   | Fram    | 4  | 2 | 2 | 0 | 0 | 7  | 4  | +3 |
|                    | 2.   | KR      | 2  | 2 | 1 | 0 | 1 | 9  | 6  | +3 |
|                    | 3.   | Valur   | 0  | 2 | 0 | 0 | 2 | 1  | 7  | -6 |

Legenda:

      Campione di Islanda
Note:

Due punti a vittoria, uno a pareggio, zero a sconfitta.

### Verdetti
- Fram Campione d'Islanda 1915.

## Classifica marcatori
| Gol |  |  | Giocatore           | Squadra |
| --- |  |  | ------------------- | ------- |
| 2   |  |  | Ludvig A. Einarsson | KR      |
| 2   |  |  | Gunnar Halldórsson  | Fram    |
| 2   |  |  | Ólafur Magnússon    | Fram    |